# 阿姆斯特丹有軌電車
阿姆斯特丹電車（荷蘭語：Amsterdamse tram）是荷蘭阿姆斯特丹的有軌電車網絡，歷史可以追溯至1875年。自1943年開始，阿姆斯特丹電車由公共交通運營商GVB負責運作，該電車網絡在國内規模最大，也是歐洲的大型電車網路之一。
這種電車採用標準鐵軌，1900年開始通過600V的直流電運行。截至2015年，全市共有15條電車路綫、 213輛電車。 路綫全長80.5（50.0英里）。

## 外部連結
- Geheugen van de Amsterdamse Tram (Memories of Amsterdam trams) （页面存档备份，存于） （荷兰文）
- Photos of the Amsterdam tram in the Image Bank, Amsterdam （页面存档备份，存于） of the Stadsarchief Amsterdam (Amsterdam City Archives) （荷兰文）